# Ortodoxní synagoga (Bratislava)
Ortodoxní synagoga v Bratislavě je synagoga z roku 1926. Nachází se na Heydukově ulici č. 11 v bratislavském Starém Městě a je dílem architekta Artura Szalatnaie.
Ortodoxní synagoga patří společně s žilinskou neologickou synagogou k významným slovenským sakrálním stavbám 20. století. Spojuje se v ní modernost s orientální tradicí – jsou zde použity stylizované ornamenty, společně se železobetonovou konstrukcí.

## Popis
Projekt vznikl na základě soutěže, v níž zvítězil Artúr Szalatnai, slovenský architekt židovského původu. Navrhl ji jako první velké dílo, poté co přišel z Budapešti do Bratislavy jako čerstvý absolvent vysoké školy.
V té době na nové Heydukově ulici ještě neexistovaly okolní stavby. Monumentální budovu prostého klasicizujícího charakteru architekt umístil tak, že do uličního průčelí orientoval boční stěnu hlavního prostoru a vstup do objektu umístil směrem na západ, do průjezdu z ulice na dvůr. V objektu jsou po stranách vstupního vestibulu dvě schodiště na galerii pro ženy.
Průčelí tvoří sedm mohutných hranolových pilířů, zakončených jednoduchými hlavicemi, které nesou nevysoký architráv. Ve stěně za pilíři jsou okna s geometrizovanou treláží. Objekt má travertinové architektonické články, které kontrastují se stěnami žluté a hnědočervené barvy. Na pilíři vpravo od vstupu do podjezdu je uveden architekt a rok vzniku stavby podle židovského letopočtu.